# Lyle & Scott
Lyle & Scott är ett skotskt klädföretag som bland annat tillverkar plagg av lammull. Lyle & Scott grundades 1874 i den skotska byn Hawick av William Lyle och Walter Scott.  
Philip Oldham är verkställande direktör sedan december 2013. 

## Butiker
Företaget har butiker i Storbritannien, Nederländerna, Sverige och Belgien.
| Land (Antal butiker) | Stad                |
| -------------------- | ------------------- |
| Storbritannien (5)   | Cheshire            |
| Storbritannien (5)   | Ashford             |
| Storbritannien (5)   | York                |
| Storbritannien (5)   | Cannock             |
| Storbritannien (5)   | Livingston          |
| Nederländerna (5)    | Roermond            |
| Nederländerna (5)    | Rotterdam           |
| Nederländerna (5)    | Utrecht             |
| Nederländerna (5)    | Lelystad            |
| Nederländerna (5)    | Roosendaal          |
| Sverige (3)          | Mall of Scandinavia |
| Sverige (3)          | Stockholm Outlet    |
| Sverige (3)          | Hede Fashion Outlet |
| Belgien (1)          | Antwerpen           |

## Hovleverantör
Lyle & Scott vart tecknad som kunglig hovleverantör 1975 till hertigen av Edinburgh och upphörde därmed vid hans död 2021. 